# Église Saint-Joseph-des-Mines
Pour les articles homonymes, voir Église Saint-Joseph.
L'église Saint-Joseph-des-Mines est une église catholique située dans la région des Mines, en Acadie, aujourd'hui la Nouvelle-Écosse. L'église était située dans le village de Canard et desservait aussi Habitant. Elle était reconnue pour sa beauté mais fut détruite sous les ordres de John Winslow lors de la Déportation des Acadiens.